# John Quincy Stewart
John Quincy Stewart (10 de septiembre de 1894 - 19 de marzo de 1972) fue un astrofísico estadounidense, coautor de un popular libro de texto de astronomía para jóvenes.

## Semblanza
Stewart se doctoró en físicas por la Universidad de Princeton en 1919, universidad en la que enseñó astrofísica desde 1921 hasta que se retiró en 1963.
Stewart ejerció como ingeniero civil aeronáutico, como teniente del Primer Ejército, y posteriormente, como instructor en jefe de la Escuela de Ingeniería del Ejército durante la Primera Guerra Mundial. Más adelante pasó a trabajar como ingeniero, investigando para la American Telephone and Telegraph Company.
Se interesó por la física social en 1946 (disciplina investigada en primer lugar por el astrónomo Edmund Halley en 1693), propugnando el uso de leyes físicas en el área de las ciencias sociales, como por ejemplo en el caso de la gravitación demográfica.
En 1927 escribió un influyente libro de texto en dos volúmenes, en colaboración con Raymond Smith Dugan y Henry Norris Russell: "Astronomy: A Revision of Young’s Manual of Astronomy" (Astronomía: Una Revisión de un Manual de Astronomía para Jóvenes) (Ginn & Co., Boston, 1926–27, 1938, 1945). Esta obra se convirtió en un libro de texto de referencia sobre astronomía durante aproximadamente dos décadas. El primer volumen trataba sobre "El Sistema Solar" y el segundo estaba dedicado a la "Astrofísica y Astronomía Estelar".

## Eponimia
- El cráter lunar Stewart lleva este nombre en su memoria.[4]